# بولات كوجولو
بولات كوجولو (بالتركية: Polat Kocaoğlu)‏ مواليد 3 مايو 1979 في بالق أسير، تركيا، هو لاعب كرة سلة تركي. بدأ مسيرته الاحترافية في سنة 1996. يبلغ طوله 6 قدم 9 بوصة (2.1 م).

## المسيرة الاحترافية
لعب مع نادي طوفاس الرياضي في الدوري التركي من سنة 1996 إلى 1998، ثم لعب مع أوياك رينو من سنة 1998 إلى 2000، ثم لعب مع إردميرسبور في موسم 2005–2006، ثم لعب مع نادي داروشافاكا لكرة السلة في موسم 2006–2007، ثم لعب مع غلطة سراي لكرة السلة في الدوري التركي من سنة 2008 إلى 2010، ثم لعب مع تورك تيليكوم في موسم 2012-2013.

## روابط خارجية
- بولات كوجولو على موقع الاتحاد الدولي لكرة السلة (الإنجليزية)
- بولات كوجولو على موقع الدوري الأوروبي لكرة السلة (الإنجليزية)
- بولات كوجولو على موقع كرة السلة الأوروبية.كوم (الإنجليزية)
- بولات كوجولو على موقع ريلجم (الإنجليزية)
- بولات كوجولو على موقع بروبوليرز (الإنجليزية)
- بولات كوجولو على موقع سبورتس رفرنس (الإنجليزية)